# Трудове (Аккайинський район)
Трудове́ (каз. Трудовое) — село у складі Аккайинського району Північноказахстанської області Казахстану. Адміністративний центр Григор'євського сільського округу.
Населення — 706 осіб (2021; 874 у 2009, 1150 у 1999, 1344 у 1989).
Національний склад станом на 1989 рік:
- росіяни — 49 %
- казахи — 24 %.